# Никиреев, Станислав Михайлович
Станисла́в Миха́йлович Никире́ев (7 ноября 1932, Тамбовская область — 24 августа 2007) — советский и российский график, мастер офортного пейзажа второй половины XX — начала XXI века. Народный художник Российской Федерации (2003).

## Биография
Станислав Михайлович Никиреев родился в 1932 году в Мичуринске Тамбовской области в семье рабочего.
В 1957 году с отличием окончил Пензенское художественное училище; в те годы здесь ещё преподавал Иван Горюшкин-Сорокопудов (1873—1954), соученик Бориса Кустодиева и Константина Сомова по Петербургской Академии художеств.
В 1963 году окончил Московский государственный академический художественный институт имени В. И. Сурикова. Офорту учился здесь у М. Н. Алексича, мастерству станковой графики — у Евгения Кибрика (1906—1978).
- Член Союза художников СССР, (1970).
- Премия Биеннале малой графики в Словакии; диплом АХ СССР за серию пейзажей и натюрмортов (1974).
- Лауреат Государственной премии РСФСР имени И. Е. Репина за серию офортов — пейзажей Подмосковья: «Соловьиные места», «Весенний мотив», «Зимний пейзаж», «Сельский пейзаж» (1978).
- Серебряная медаль АХ СССР за серию офортов «Пейзажи» (1978).
- Член-корреспондент Академии художеств СССР (1983).
- Заслуженный художник РСФСР (1984)
- Действительный член Российской Академии Художеств (2002).
- Удостоен звания Народного художника Российской Федерации (2002).
- Награждён золотой медалью Российской Академии художеств.

Большую часть жизни Станислав Никиреев прожил со своей семьёй в скромной квартире на окраине Подольска Московской области. Здесь же он работал над печатными досками и делал оттиски на офортном станке. 
Скончался 24 августа 2007 года. Похоронен на кладбище «Красная горка» в Подольске Московской области.

## Музейные коллекции
- ГТГ, Москва
- ГМИИ им. А. С. Пушкина
- ГРМ, Санкт-Петербург
- Московский музей современного искусства
- Белгородский государственный художественный музей
- Удмуртский республиканский музей изобразительных искусств, Ижевск
- Острогожский историко-художественный музей им. И. Н. Крамского, Воронежская область
- Библиотека Конгресса США, Вашингтон, округ Колумбия.

## Изображения в сети
- «Последние цветы» 1975. Офорт 27 × 31 см.
- «Весенняя встреча»
- «Последние заморозки» 1988. Офорт 31,2 × 33.2 см.
- «Соловьиные места» 1992. Офорт 40 × 50 см.
- «Одуванчика пух» 2004. Офорт 28,5 × 33.7 см.